# Stade d'Atotxa
Le stade d'Atotxa (en basque Atotxako futbol zelaia ou en espagnol Campo de Fútbol de Atocha) est un ancien stade de football situé à Saint-Sébastien en Espagne. 
Le stade fut inauguré le 5 octobre 1913 par un match de football opposant la Real Sociedad à l'Athletic Bilbao. La Real s'imposa 3 buts à 2 et le premier buteur fut Rafael Moreno Aranzadi dit Pichichi de l'Athletic. Sa capacité était de 17 000 places. En 1993, la Real Sociedad quitta le stade d'Atotxa pour s'installer au Stade d'Anoeta. 
En 1923, l'équipe d'Espagne de football y affronta l'équipe de France de football et s'imposa 3-0.

## Histoire
Inauguré en 1913 avec une partie entre les deux meilleures équipes basques. C'était un petit stade avec une certaine saveur anglaise et qui après plusieurs extensions successives est arrivée à une capacité de 17 000 places. Il a cessé d'être utilisé en 1993 et a été démoli quelques années plus tard. Ici, on a vécu les plus grands titres de la Real Sociedad.
Le dernier but en match officiel sur ce terrain a été marqué par le joueur de la Real, Oceano, bien que quelques jours plus tard ait eu lieu un Real Sociedad - Sélection d'Euskadi comme adieu.
Pendant 40 ans un concierge, ex-joueur de la Real Sociedad, le pasaitarra D. Amadeo Labarta Rey a pris soin du domaine, avec son logement dans le stade.
En 1993, on a démoli le stade et on a construit plus tard, des logements de protection.